# Determination (film 1922)

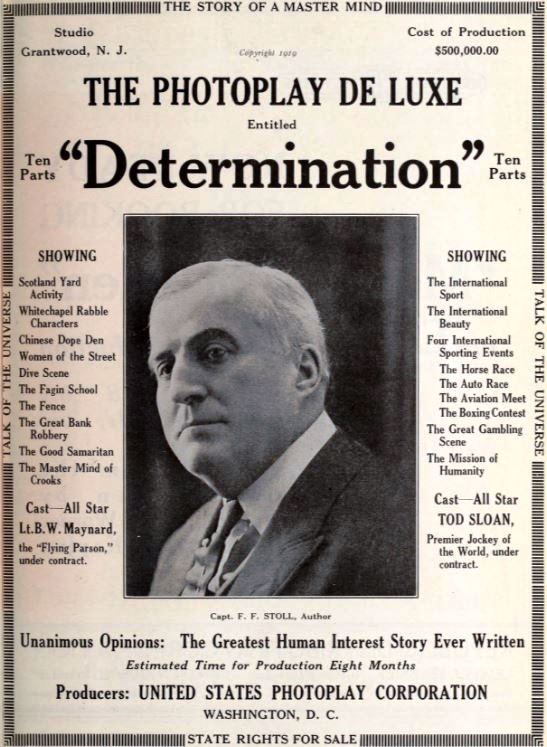

Determination è un film muto del 1922 diretto da Joseph Levering.

## Produzione
Il film fu prodotto dalla United States Moving Picture Corporation.

## Distribuzione
Distribuito dalla Lee-Bradford Corporation, il film uscì nelle sale cinematografiche degli Stati Uniti nel gennaio o nel marzo 1922.